# امپراتوری سیک
امپراتوری سیک از قدرت‌های عمده در شبه‌قاره هند که تحت رهبری رانجیت سینگ که این امپراتوری را پیرامون منطقه پنجاب تأسیس کرد ظهور کرد. این امپراتوری از ۱۷۹۹ با تسخیر لاهور به دست رانجیت سینگ شروع شد و تا ۱۸۴۹ ادامه داشت. این امپراتوری بر بنیان خالصه از تجمیع مثل‌های سیک شکل گرفت. این امپراتوری در اوج خود از تنگه خیبر در غرب تا غرب تبت در شرق و از میتانکوت در جنوب تا کشمیر در شمال وسعت داشت. این امپراتوری به چهار استان تقسیم می‌شد: لاهور که پایتخت سیک‌ها شد؛ مولتان؛ پیشاور، کشمیر. امپراتوری سیک دارای تنوع مذهبی، با جمعیت تخمینی ۴٫۵ میلیون نفر در سال ۱۸۳۱ بود. امپراتوری سیک آخرین منطقهٔ مهم شبه قاره بود که توسط بریتانیایی‌ها فتح شد.
تأسیس این دولت با تصرف لاهور از زمان شاه درانی آغاز شد. رانجیت سینگ در ۱۲ آوریل ۱۸۰۱ (مصادف با ویساخی) به عنوان مهاراجه پنجاب اعلام شد و یک دولت سیاسی واحد ایجاد کرد. صاحِب سینگ بِدی، از نوادگان گورو ناناک، مراسم تاجگذاری را انجام داد. تشکیل این دولت با اخراج تدریجی افغان‌ها از پنجاب با بهره‌گیری از افول افغان‌ها در جنگ‌های افغان-سیک و اتحاد فرقه‌های جداگانه سیک دنبال شد. رانجیت سینگ با استفاده از آخرین آموزش‌ها و همچنین سلاح‌ها و توپخانه شروع به مدرن سازی ارتش خود کرد. پس از مرگ مهاراجه رانجیت سینگ، امپراتوری توسط کمپانی بریتانیایی هند شرقی تضعیف شد و به اختلافات داخلی و سوء مدیریت سیاسی دامن زده شد. سرانجام، در سال ۱۸۴۹، این دولت پس از شکست در جنگ دوم انگلیس و سیک منحل شد.